# اهه
اهه (به فرانسوی: Ahe) یک جزیره در فرانسه است که در پلی‌نزی فرانسه واقع شده‌است.

## خصوصیات
اهه ۵۵۲ نفر جمعیت دارد و ۱۰ متر بالاتر از سطح دریا واقع شده‌است.